# Dom Prasy w Warszawie

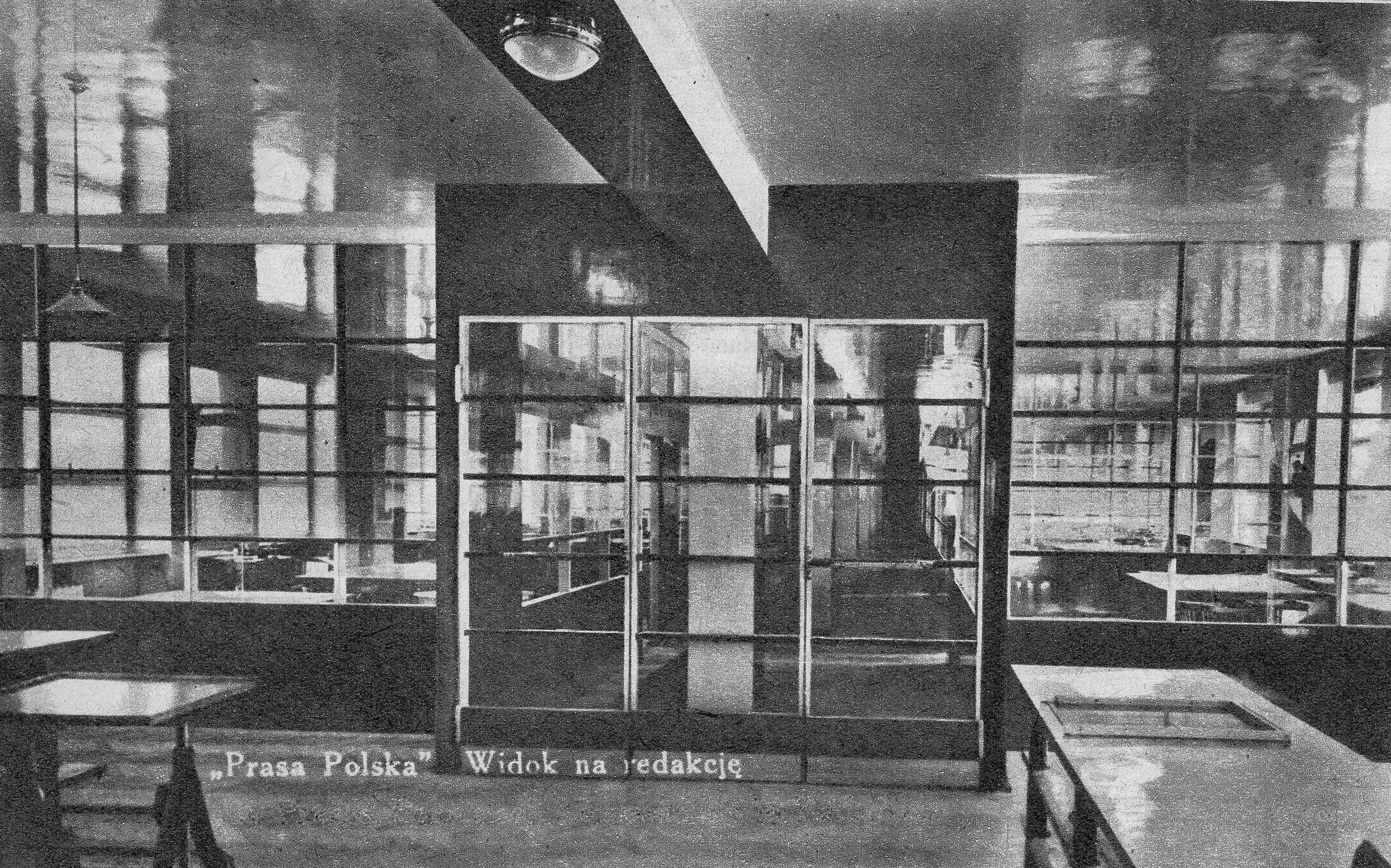
Pomieszczenia redakcji przed 1939

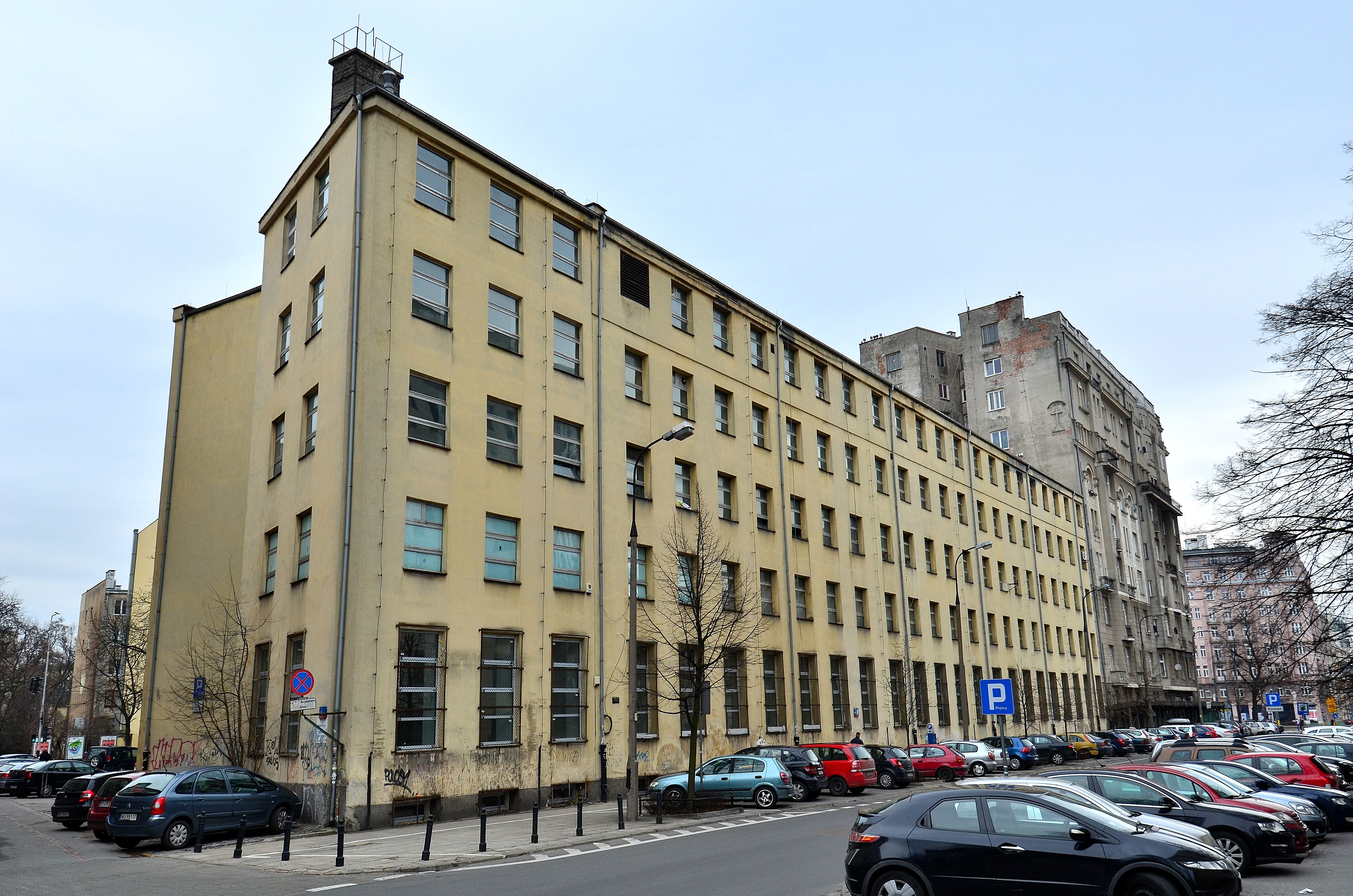
Budynek od strony ul. Polnej (2015)

Dom Prasy, także Dom Prasy Polskiej – zabytkowy budynek biurowo-produkcyjny znajdujący się przy ul. Marszałkowskiej 3/5 w Warszawie, dawna siedziba redakcji i drukarni m.in. „Nowego Kuriera Warszawskiego” i „Życia Warszawy”

## Historia
Około 1892 na działce zlokalizowanej pomiędzy ulicami Marszałkowską i Polną wzniesiono zespół zabudowań fabryki dywanów Towarzystwa Akcyjnego Markus Baender i S-ka. Przedsiębiorstwo, które w 1908 zmieniło nazwę na Towarzystwo Akcyjne Warszawskiej Fabryki Dywanów, od 1915 przeżywało duże trudności ze zbytem swoich produktów w związku z utratą rynku rosyjskiego. Produkcja dywanów była jednak kontynuowana aż do 1926.
W 1926 na zlecenie nowego właściciela nieruchomości, koncernu wydawniczego „Dom Prasy” S.A., opracowano projekt przebudowy kompleksu fabryki z przeznaczeniem na drukarnię i biura przedsiębiorstwa. Koncern był jednym z największych przedsiębiorstw prasowych II RP, wydawcą 4 tygodników oraz 4 dzienników i ich 14 regionalnych mutacji, zaliczanych do tzw. prasy czerwonej (bulwarowej). Od 1934 spółka działała pod nazwą „Prasa Polska”.
Budynek Domu Prasy został wzniesiony w latach 1927–1929 w stylu skrajnego funkcjonalizmu według wybranego w konkursie projektu Maksymiliana Goldberga i Hipolita Rutkowskiego. Gmach główny dawnej fabryki dywanów podwyższono o jedno piętro i przedłużono w kierunku północnym, przebudowano biurowiec w linii ulicy Marszałkowskiej oraz wyburzono piętrowy pawilon dziedzińcowy. W suterenie budynku ulokowano magazyny papieru i materiałów drukarskich, kotłownię, skład opału i łazienki dla pracowników. Na parterze znalazła się drukarnia, na pierwszym piętrze redakcje dzienników i zecernia, a na drugim i trzecim – redakcje czasopism i książek oraz mieszkania pracownicze. Architekci zastosowali tam nowoczesne jak na tamte czasy rozwiązanie – powierzchnie zajmowane przez redakcje były podzielone na mniejsze boksy szklanymi przepierzeniami. Na najwyższej kondygnacji budynku ulokowano pomieszczenia administracyjne oraz stołówkę. Po obu stronach budynku zbudowano klatki schodowe z windami.
Gmach został uznawany za jedną z najciekawszych realizacji polskiej architektury nowoczesnej, jednym z najlepszych przykładów funkcjonalizmu w architekturze przemysłowej dwudziestolecia międzywojennego.
Do 1939 przy Marszałkowskiej 3/5 mieściły się m.in. redakcje „Przeglądu Sportowego”, „Kina”, „Expressu Porannego” oraz „Kuriera Czerwonego-Dobrego Wieczoru”. W 1938 „Prasa Polska” zatrudniała 223 pracowników.
W listopadzie 1939 do budynku wprowadziła się redakcja warszawskiej „gadzinówki” – „Nowego Kuriera Warszawskiego”. Tutaj również był drukowany „Kurier” (a także m.in. wydawany przez Niemców od maja 1940 „gadzinowy” tygodnik „7 dni”), co sprawiło, że budynek i jego najbliższe otoczenie kilkukrotnie były miejscem akcji sabotażowych i odwetowych polskiego ruchu oporu. Najpoważniejszą z nich było wrzucenie przez okno (od strony ul. Polnej) 24 października 1942 przez członków oddziału Gwardii Ludowej pod dowództwem Mieczysława Ferszta ps. „Młot” granatów do hali drukarni. Zamach stanowił odwet za egzekucję 50 więźniów Pawiaka.
Pierwszego dnia powstania warszawskiego budynek był atakowany od strony ulicy Polnej przez 1108 pluton Dywizjonu „Jeleń” pod dowództwem ppor. Karola Wróblewskiego ps. „Wron”. Atak zakończył się jednak niepowodzeniem, a zdziesiątkowany pluton wycofał się na Pole Mokotowskie, a następnie w rejon placu Politechniki. Wśród poległych była m.in. Krystyna Krahelska.
Po upadku powstania warszawskiego Niemcy zdemontowali i wywieźli najbardziej nowoczesną część parku maszynowego drukarni, jednak sam budynek przetrwał wojnę. 29 marca 1945 do budynku doprowadzono energię elektryczną, co pozwoliło na ponowne uruchomienie drukarni. Pierwsza maszyna rotacyjna, wydobyta z gruzów Drukarni Polskiej przy ul. Szpitalnej 12, została uruchomiona 6 kwietnia. Uroczyste uruchomienie drukarni i maszyny rotacyjnej odbyło się 8 kwietnia w obecności prezydenta Bolesława Bieruta. W maju 1945 rozpoczęto tam drukowanie „Życia Warszawy”. Redakcja i drukarnia czasopisma mieściła się przy ul. Marszałkowskiej 3/5 do 1992.
Około 1950 rozbudowano część parterową budynku wzdłuż ulicy Marszałkowskiej. Od 2015 mieści się w nim Wydział Spraw Cudzoziemców, a od 2019 również Wydział Rynku Pracy Mazowieckiego Urzędu Wojewódzkiego w Warszawie.
W 2010 roku budynek został wpisany do rejestru zabytków.